# TNT-Fortuna Combined Events Meeting 2012
TNT-Fortuna Combined Events Meeting 2012 – mityng lekkoatletyczny w konkurencjach wielobojowych, rozegrany 9 i 10 czerwca na stadionie Sletiště w Kladnie w Czechach. Zawody były kolejną odsłoną cyklu IAAF World Combined Events Challenge w sezonie 2012.

## Rezultaty
| Konkurencja:           | 1. miejsce       | Rezultat  | 2. miejsce                | Rezultat  | 3. miejsce     | Rezultat  |
| Dziesięciobój mężczyzn | Dmitrij Karpow   | 8173 pkt. | Roman Šebrle              | 8097 pkt. | Pelle Rietveld | 8073 pkt. |
| Siedmiobój kobiet      | Eliška Klučinová | 6283 pkt. | Katarina Johnson-Thompson | 6248 pkt. | Jana Maksimawa | 6103 pkt. |

## Rekordy
Podczas mityngu ustanowiono 1 krajowy rekord w kategorii seniorów:
| Zawodnik         | Reprezentacja | Konkurencja | Rezultat  |
| ---------------- | ------------- | ----------- | --------- |
| Eliška Klučinová | Czechy        | siedmiobój  | 6283 pkt. |